# Teddy, la màgia de Nadal
Teddy, la màgia de Nadal (títol original en noruec, Teddybjørnens jul) és una pel·lícula familiar noruega del 2022. Va ser dirigit per Andrea Eckerbom. La pel·lícula es va inspirar en la cançó infantil d'Alf Prøysens Teddybjørnens vise, i el guió està escrit per Harald Rosenløw Eeg i Lars Gudmestad. A la pel·lícula, l'os de peluix és animat, mentre que els altres papers són d'imatge real. S'ha doblat al català central, i també al valencià per a À Punt.
La pel·lícula es va estrenar als cinemes de Noruega l'11 de novembre de 2022. Unes 250.000 persones van veure la pel·lícula en aquest país. Com una de les cinc pel·lícules més vistes des del juliol de 2022 al juny de 2023, va ser nominada al premi Amanda del públic el 2023. La pel·lícula també es va projectar a cinemes d'altres països europeus i va tenir 30.000 visitants el primer cap de setmana al cinema d'Alemanya.